# Эльменхорст (Лауэнбург)
Эльменхорст (нем. Elmenhorst) — община в Германии, в земле Шлезвиг-Гольштейн.
Входит в состав района Герцогство Лауэнбург. Подчиняется управлению Шварценбек-Ланд. Население составляет 923 человека (на 31 декабря 2010 года). Занимает площадь 13 км².